# Nāgireddipalli
Nāgireddipalli är en ort i Indien.   Den ligger i distriktet Cuddapah och delstaten Andhra Pradesh, i den södra delen av landet, 1 600 km söder om huvudstaden New Delhi. Nāgireddipalli ligger 151 meter över havet och antalet invånare är 10 392.
Terrängen runt Nāgireddipalli är kuperad norrut, men söderut är den platt. Runt Nāgireddipalli är det tätbefolkat, med 319 invånare per kvadratkilometer. Närmaste större samhälle är Rājampet, 10,4 km sydost om Nāgireddipalli. Omgivningarna runt Nāgireddipalli är en mosaik av jordbruksmark och naturlig växtlighet.